# Kroatisches Derby

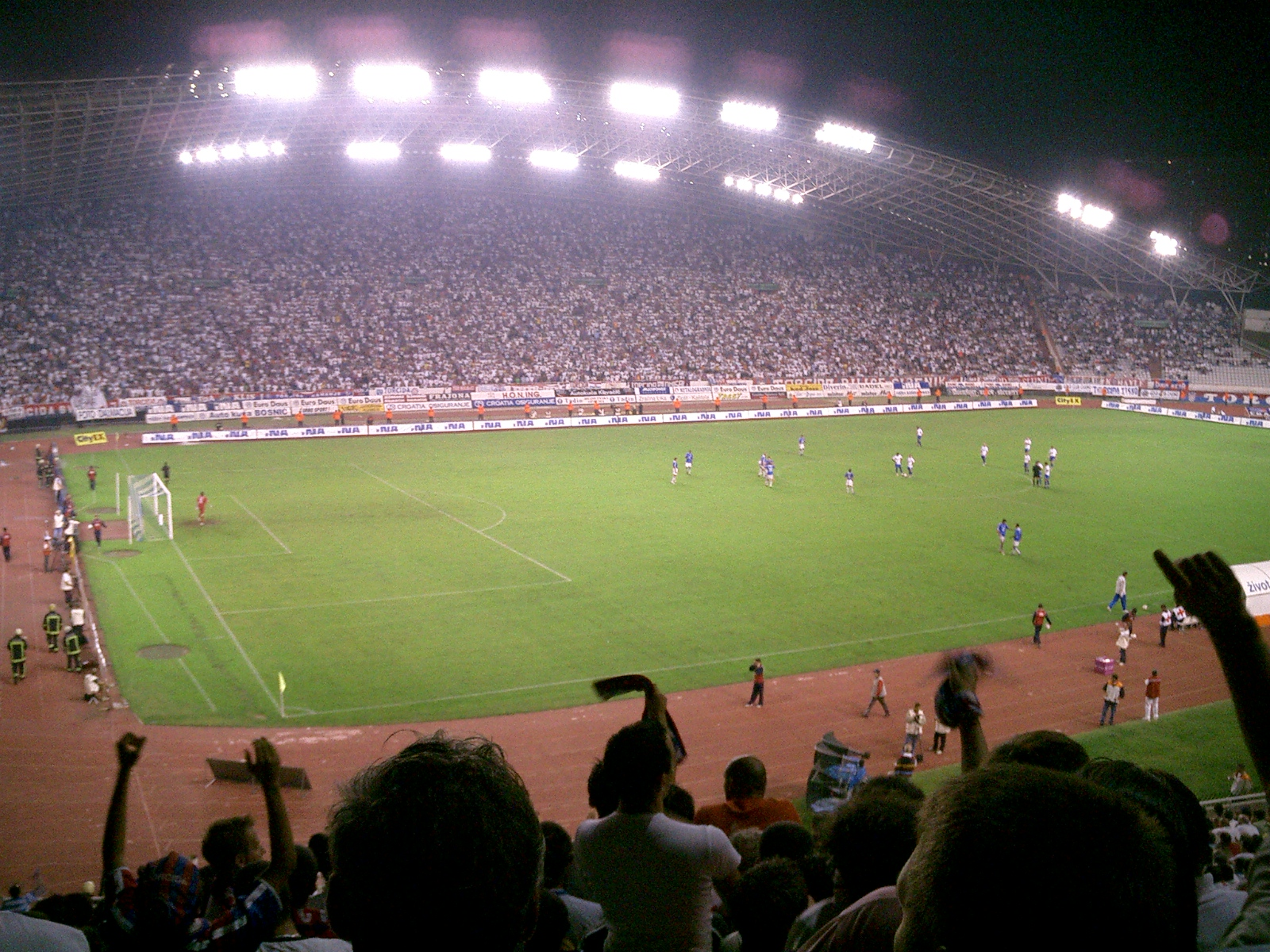
Derby im Stadion Poljud am 1. Oktober 2006, das 2:2 endete.

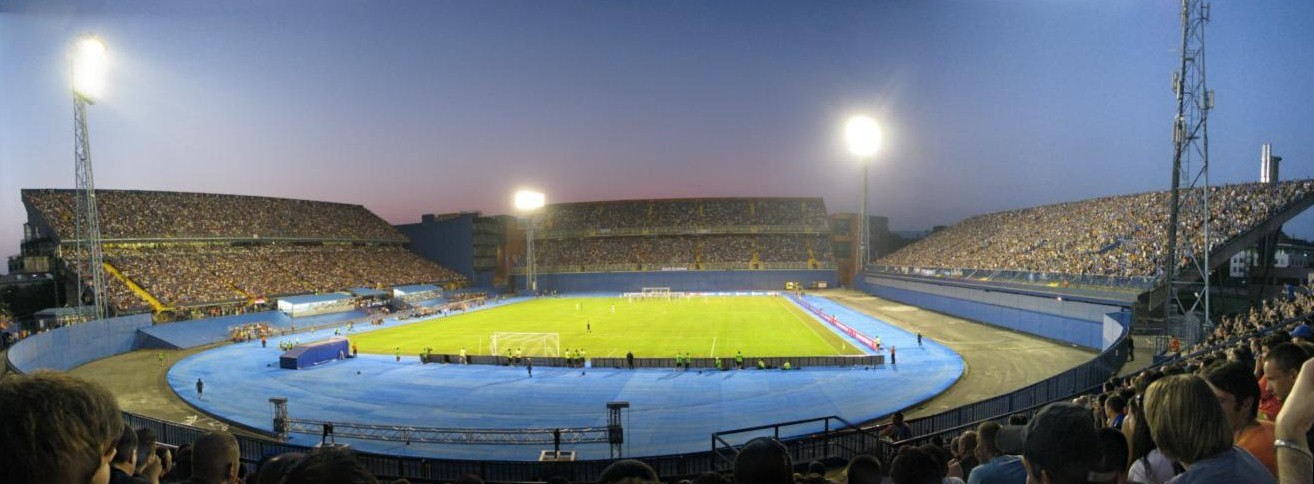
Das Stadion Maksimir ist die Heimspielstätte von Dinamo.

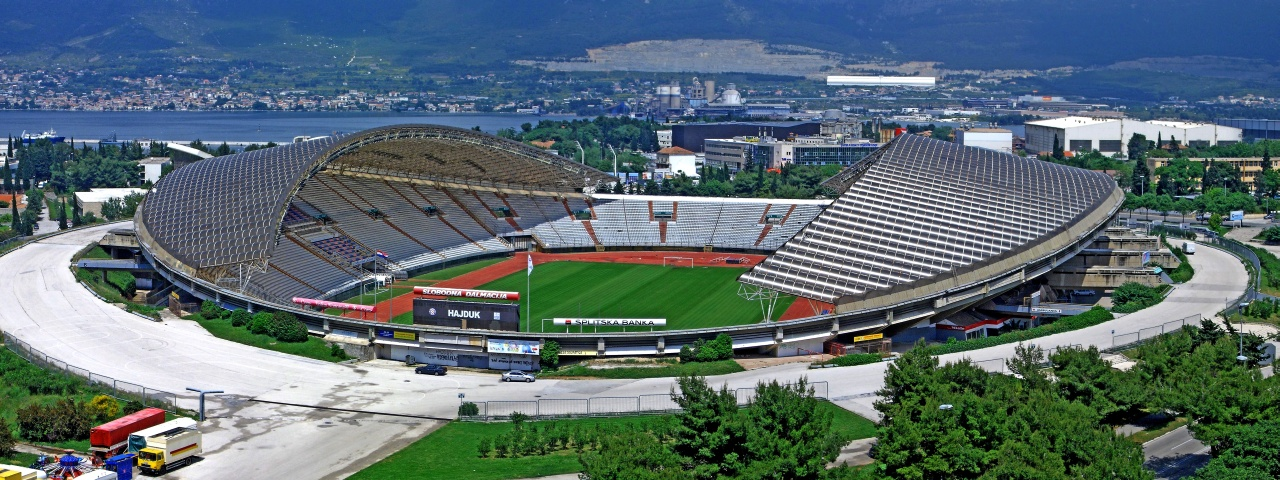
Das Stadion Poljud ist die Heimspielstätte von Hajduk.

Kroatisches Derby (kroatisch Hrvatski derbi) bzw. Ewiges Derby (kroatisch Vječni derbi) sind die Bezeichnungen für das „Spiel des Jahres“ im kroatischen Fußball zwischen Dinamo Zagreb und Hajduk Split. Die Begegnung beider Vereine, die früher von freundschaftlicher Zuneigung geprägt war, zählt heute zu den hitzigsten und gewalttätigsten Auseinandersetzungen im Fußball.

## Geschichte
Während beide Fanlager zu jugoslawischen Zeiten gegen die Serben im Allgemeinen sowie deren beide größten Vereine Roter Stern Belgrad und Partizan Belgrad im Besonderen verbündet waren und sich in den direkten Auseinandersetzungen mit den großen Teams aus Belgrad mitunter gegenseitig unterstützten und das kroatische Nationalgefühl auslebten, kam bald nach der Eigenständigkeit Kroatiens eine große gegenseitige Abneigung auf.
Die Gründe für diesen Gesinnungswandel auf beiden Seiten dürften in mehreren Faktoren zu finden sein. Manche meinen, dass beiden Vereinen nach der Auflösung Jugoslawiens kein adäquates Feindbild mehr zur Verfügung stand und nach einer neuen Rivalität gesucht wurde. Ein wichtiger Grund für die Abneigung der Menschen aus Split dürfte in der neu gewonnenen Macht der Hauptstadt Zagreb zu finden sein, die gegenüber der zweitgrößten Stadt des Landes von der Politik nun ähnlich bevorzugt wurde wie vorher Belgrad und Serbien gegenüber den anderen Teilen im ehemaligen Jugoslawien.
Während Hajduk in der zwischen 1946/47 und 1991/92 bestehenden jugoslawischen Fußballmeisterschaft mit 7 Meistertiteln erfolgreicher war als Dinamo mit 4 Titeln und sich die Erfolge der beiden Vereine in den Anfangsjahren der 1992 eingeführten kroatischen Fußballmeisterschaft nahezu ausgeglichen gestalteten (bis einschließlich zur Saison 2004/05 gewann Dinamo sieben Meistertitel und Hajduk war sechsmal erfolgreich), entwickelte Dinamo sich seit der Saison 2005/06 zum Serienmeister (unter anderem elfmal in Serie bis einschließlich zur Saison 2015/16), während Hajduk keinen einzigen Titel mehr gewinnen konnte und sich zuletzt eher im oberen Mittelfeld der Tabelle bewegte (die letzte Vizemeisterschaft gelang 2011/12).

## Höchste Siege
Der höchste Sieg von Hajduk datiert vom 3. April 1955, als die Gäste aus Dalmatien ein Meisterschaftsspiel der Saison 1954/55 in Zagreb mit 6:0 zu ihren Gunsten entschieden. Der höchste Sieg Dinamos war ein 5:0 im am 4. Dezember 2013 ausgetragenen Hinspiel des Viertelfinals im kroatischen Pokalwettbewerb der Saison 2013/14.

## Fans
Obwohl es zwischen den gewaltbereiten Fangruppen beider Vereine (Dinamos Bad Blue Boys und Hajduks Torcida) immer wieder zu gewalttätigen Ausschreitungen kommt, kam es andererseits aber auch schon zu Solidaritätsbekundungen gegenüber Funktionären. So haben sich 2013 beide Fangruppen zu einem gemeinsamen Protestmarsch durch Zagreb zusammengeschlossen und 2014 solidarisierten die Dinamo-Fans sich mit den vom Stadionbesuch ausgeschlossenen Hajduk-Fans, indem sie das Derby boykottierten.
Als eine moderne Romeo-und-Julia-Variante ging 2019 die Geschichte von Stefan Bošnjak und Nela Marijanović durch die Medien. Da sie eine eingefleischte Dinamo-Anhängerin und er ein überzeugter Hajduk-Fan ist, haben sie sich für ihre Hochzeit etwas Besonderes einfallen lassen. Ihre Einladungen waren in Form einer Spielankündigung zu einem Derby zwischen Dinamo und Hajduk gestaltet.